# Gant-Wevelgem 2023
La Gant-Wevelgem 2023 va ser la 85a edició de la clàssica belga Gant-Wevelgem. La cursa es disputà el 26 de març de 2023 sobre un recorregut de 260,9 km, amb sortida a Ieper i arribada a Wevelgem. La cursa formava part de l'UCI World Tour 2023, amb una categoria 1.UWT.
El vencedor final fou el francès Christophe Laporte (Team Jumbo-Visma), que s'imposà al seu company d'equip Wout van Aert. Fou una victòria pactada, en què Van Aert no disputà l'esprint. Ambdós atacaren en el segon pas pel Kemmelberg, a manca de 52 quilòmetres per l'arribada, i ampliaren les diferències fins a arribar a la meta amb gairebé dos minuts sobre Sep Vanmarcke (Israel-Premier Tech), tercer classificat.

## Equips
En la cursa hi havia inscrits 25 equips, els 18 equips UCI WorldTeams i set equips convidats de categoria UCI ProTeams.
| WorldTeams (18)- AG2R Citroën Team - Alpecin-Deceuninck - Astana Qazaqstan Team - Bahrain Victorious - Bora-Hansgrohe - Cofidis - EF Education-EasyPost - Groupama-FDJ - Ineos Grenadiers - Intermarché-Circus-Wanty - Jumbo-Visma - Movistar Team - Soudal Quick-Step - Arkéa-Samsic - Team DSM - Team Jayco AlUla - Trek-Segafredo - UAE Team Emirates ProTeams (7)- Bingoal WB - Human Powered Health - Israel-Premier Tech - Lotto Dstny - Team Flanders-Baloise - TotalEnergies - Uno-X Pro Cycling Team |
| |

## Classificació final
| \| Classificació general \| Classificació general \| Classificació general \| Classificació general \| Classificació general \| \| Corredor \| Corredor \| Equip \| Temps \| \| \| --------------------- \| --------------------- \| --------------------- \| --------------------- \| --------------------- \| \| 1r \| Christophe Laporte \| Jumbo-Visma \| 5h 49' 39" \| \| \| 2n \| Wout van Aert \| Jumbo-Visma \| + 0" \| \| \| 3r \| Sep Vanmarcke \| Israel-Premier Tech \| + 1' 56" \| \| \| 4t \| Frederik Frison \| Lotto Dstny \| + 1' 56" \| \| \| 5è \| Mads Pedersen \| Trek-Segafredo \| + 1' 56" \| \| \| 6è \| Mikkel Bjerg \| UAE Team Emirates \| + 1' 56" \| \| \| 7è \| Alexis Renard \| Cofidis \| + 2' 04" \| \| \| 8è \| Olav Kooij \| Jumbo-Visma \| + 2' 04" \| \| \| 9è \| Danny van Poppel \| Bora-Hansgrohe \| + 2' 04" \| \| \| 10è \| Daniel McLay \| Arkéa-Samsic \| + 2' 04" \| \| |                    |                     |            |
| |                    |                     |            |
| Font: ProCyclingStats |                    |                     |            |
| Classificació general |                    |                     |            |
| Corredor | Corredor           | Equip               | Temps      |
| 1r | Christophe Laporte | Jumbo-Visma         | 5h 49' 39" |
| 2n | Wout van Aert      | Jumbo-Visma         | + 0"       |
| 3r | Sep Vanmarcke      | Israel-Premier Tech | + 1' 56"   |
| 4t | Frederik Frison    | Lotto Dstny         | + 1' 56"   |
| 5è | Mads Pedersen      | Trek-Segafredo      | + 1' 56"   |
| 6è | Mikkel Bjerg       | UAE Team Emirates   | + 1' 56"   |
| 7è | Alexis Renard      | Cofidis             | + 2' 04"   |
| 8è | Olav Kooij         | Jumbo-Visma         | + 2' 04"   |
| 9è | Danny van Poppel   | Bora-Hansgrohe      | + 2' 04"   |
| 10è | Daniel McLay       | Arkéa-Samsic        | + 2' 04"   |

## Llista de participants
| Intermarché-Circus-Wanty ICW | Intermarché-Circus-Wanty ICW | Intermarché-Circus-Wanty ICW |
| ---------------------------- | ---------------------------- | ---------------------------- |
| Núm                          | Ciclista                     | Pos                          |
| 1                            | Biniam Girmay (ERI)          | 97è                          |
| 2                            | Baptiste Planckaert (BEL)    | DNF                          |
| 3                            | Laurenz Rex (BEL)            | 45è                          |
| 4                            | Hugo Page (FRA)              | DNF                          |
| 5                            | Boy van Poppel (NED)         | DNF                          |
| 6                            | Mike Teunissen (NED)         | 91è                          |
| 7                            | Taco van der Hoorn (NED)     | DNF                          |

| Soudal Quick-Step SOQ | Soudal Quick-Step SOQ         | Soudal Quick-Step SOQ |
| --------------------- | ----------------------------- | --------------------- |
| Núm                   | Ciclista                      | Pos                   |
| 11                    | Tim Merlier (BEL) (ruta)      | 14è                   |
| 12                    | Yves Lampaert (BEL)           | 67è                   |
| 13                    | Kasper Asgreen (DEN)          | 93è                   |
| 14                    | Fabio Jakobsen (NED) (ruta)   | DNF                   |
| 15                    | Tim Declercq (BEL)            | DNF                   |
| 16                    | Florian Sénéchal (FRA) (ruta) | 27è                   |
| 17                    | Bert Van Lerberghe (BEL)      | 28è                   |

| Alpecin-Deceuninck ADC | Alpecin-Deceuninck ADC     | Alpecin-Deceuninck ADC |
| ---------------------- | -------------------------- | ---------------------- |
| Núm                    | Ciclista                   | Pos                    |
| 21                     | Jasper Philipsen (BEL)     | DNF                    |
| 22                     | Silvan Dillier (SUI)       | 90è                    |
| 23                     | Robbe Ghys (BEL)           | 96è                    |
| 24                     | Søren Kragh Andersen (DEN) | 68è                    |
| 25                     | Alexander Krieger (GER)    | 76è                    |
| 26                     | Maurice Ballerstedt (GER)  | DNF                    |
| 27                     | Gianni Vermeersch (BEL)    | 24è                    |

| Jumbo-Visma TJV | Jumbo-Visma TJV            | Jumbo-Visma TJV |
| --------------- | -------------------------- | --------------- |
| Núm             | Ciclista                   | Pos             |
| 31              | Wout van Aert (BEL)        | 2n              |
| 32              | Christophe Laporte (FRA)   | 1r              |
| 33              | Olav Kooij (NED)           | 8è              |
| 34              | Timo Roosen (NED)          | 81è             |
| 35              | Tim Van Dijke (NED)        | 77è             |
| 36              | Jos van Emden (NED)        | DNF             |
| 37              | Nathan Van Hooydonck (BEL) | 16è             |

| AG2R Citroën Team ACT | AG2R Citroën Team ACT   | AG2R Citroën Team ACT |
| --------------------- | ----------------------- | --------------------- |
| Núm                   | Ciclista                | Pos                   |
| 41                    | Greg Van Avermaet (BEL) | 85è                   |
| 42                    | Pierre Gautherat (FRA)  | 34è                   |
| 43                    | Lawrence Naesen (BEL)   | DNF                   |
| 44                    | Oliver Naesen (BEL)     | 18è                   |
| 45                    | Alan Retailleau (FRA)   | 40è                   |
| 46                    | Damien Touzé (FRA)      | DNF                   |
| 47                    | Stan Dewulf (BEL)       | 74è                   |

| Trek-Segafredo TFS | Trek-Segafredo TFS   | Trek-Segafredo TFS |
| ------------------ | -------------------- | ------------------ |
| Núm                | Ciclista             | Pos                |
| 51                 | Jasper Stuyven (BEL) | 36è                |
| 52                 | Toms Skujiņš (LAT)   | 51è                |
| 53                 | Daan Hoole (NED)     | 98è                |
| 54                 | Alex Kirsch (LUX)    | 26è                |
| 55                 | Mads Pedersen (DEN)  | 5è                 |
| 56                 | Otto Vergaerde (BEL) | NP                 |
| 57                 | Edward Theuns (BEL)  | 94è                |

| Astana Qazaqstan Team AST | Astana Qazaqstan Team AST     | Astana Qazaqstan Team AST |
| ------------------------- | ----------------------------- | ------------------------- |
| Núm                       | Ciclista                      | Pos                       |
| 61                        | Mark Cavendish (GBR) (ruta)   | NP                        |
| 62                        | Ievgueni Guiditx (KAZ) (ruta) | DNF                       |
| 63                        | Leonardo Basso (ITA)          | DNF                       |
| 64                        | Yevgeniy Fedorov (KAZ)        | 58è                       |
| 65                        | Dmitri Grúzdev (KAZ)          | 78è                       |
| 66                        | Davide Martinelli (ITA)       | DNF                       |
| 67                        | Gleb Syrica                   | 46è                       |

| Bahrain Victorious TBV | Bahrain Victorious TBV | Bahrain Victorious TBV |
| ---------------------- | ---------------------- | ---------------------- |
| Núm                    | Ciclista               | Pos                    |
| 71                     | Matej Mohorič (SLO)    | 43è                    |
| 72                     | Kamil Gradek (POL)     | DNF                    |
| 73                     | Jonathan Milan (ITA)   | DNF                    |
| 74                     | Nikias Arndt (GER)     | 19è                    |
| 75                     | Andrea Pasqualon (ITA) | 49è                    |
| 76                     | Filip Maciejuk (POL)   | DNF                    |
| 77                     | Fred Wright (GBR)      | 23è                    |

| Bora-Hansgrohe BOH | Bora-Hansgrohe BOH       | Bora-Hansgrohe BOH |
| ------------------ | ------------------------ | ------------------ |
| Núm                | Ciclista                 | Pos                |
| 81                 | Sam Bennett (IRL)        | DNF                |
| 82                 | Marco Haller (AUT)       | 39è                |
| 83                 | Shane Archbold (NZL)     | DNF                |
| 84                 | Jordi Meeus (BEL)        | DNF                |
| 85                 | Ryan Mullen (IRL)        | DNF                |
| 86                 | Nils Politt (GER) (ruta) | 20è                |
| 87                 | Danny van Poppel (NED)   | 9è                 |

| Cofidis COF | Cofidis COF            | Cofidis COF |
| ----------- | ---------------------- | ----------- |
| Núm         | Ciclista               | Pos         |
| 91          | Piet Allegaert (BEL)   | 35è         |
| 92          | Simone Consonni (ITA)  | DNF         |
| 93          | Wesley Kreder (NED)    | 73è         |
| 94          | Christophe Noppe (BEL) | 31è         |
| 95          | Max Walscheid (GER)    | 82è         |
| 96          | Alexis Renard (FRA)    | 7è          |
| 97          | Jelle Wallays (BEL)    | DNF         |

| EF Education-EasyPost EFE | EF Education-EasyPost EFE | EF Education-EasyPost EFE |
| ------------------------- | ------------------------- | ------------------------- |
| Núm                       | Ciclista                  | Pos                       |
| 101                       | Alberto Bettiol (ITA)     | DNF                       |
| 102                       | Stefan Bissegger (SUI)    | 64è                       |
| 103                       | Owain Doull (GBR)         | 57è                       |
| 104                       | Marijn van den Berg (NED) | 37è                       |
| 105                       | Jonas Rutsch (GER)        | 30è                       |
| 106                       | Thomas Scully (NZL)       | DNF                       |
| 107                       | Łukasz Wiśniowski (POL)   | DNF                       |

| Groupama-FDJ GFC | Groupama-FDJ GFC      | Groupama-FDJ GFC |
| ---------------- | --------------------- | ---------------- |
| Núm              | Ciclista              | Pos              |
| 111              | Arnaud Démare (FRA)   | 79è              |
| 112              | Lewis Askey (GBR)     | 59è              |
| 113              | Stefan Küng (SUI)     | 52è              |
| 114              | Olivier Le Gac (FRA)  | 54è              |
| 115              | Fabian Lienhard (SUI) | 33è              |
| 116              | Jake Stewart (GBR)    | DNF              |
| 117              | Samuel Watson (GBR)   | 47è              |

| Ineos Grenadiers IGD | Ineos Grenadiers IGD         | Ineos Grenadiers IGD |
| -------------------- | ---------------------------- | -------------------- |
| Núm                  | Ciclista                     | Pos                  |
| 121                  | Filippo Ganna (ITA)          | DNF                  |
| 122                  | Kim Heiduk (GER)             | 75è                  |
| 123                  | Michał Kwiatkowski (POL)     | DNF                  |
| 124                  | Jhonatan Narváez Prado (ECU) | 13è                  |
| 125                  | Magnus Sheffield (USA)       | 38è                  |
| 126                  | Connor Swift (GBR)           | DNF                  |
| 127                  | Ben Turner (GBR)             | 53è                  |

| Movistar Team MOV | Movistar Team MOV                 | Movistar Team MOV |
| ----------------- | --------------------------------- | ----------------- |
| Núm               | Ciclista                          | Pos               |
| 131               | Fernando Gaviria Rendón (COL)     | DNF               |
| 132               | Iván García Cortina (ESP)         | DNF               |
| 134               | Johan Jacobs (SUI)                | 60è               |
| 135               | Mathias Norsgaard Jørgensen (DEN) | DNF               |
| 136               | Lluís Mas Bonet (ESP)             | DNF               |
| 137               | Iván Romeo Abad (ESP)             | DNF               |

| Arkéa-Samsic ARK | Arkéa-Samsic ARK      | Arkéa-Samsic ARK |
| ---------------- | --------------------- | ---------------- |
| Núm              | Ciclista              | Pos              |
| 141              | Kévin Ledanois (FRA)  | DNF              |
| 142              | Andri Ponomar (UKR)   | NP               |
| 143              | David Dekker (NED)    | 92è              |
| 144              | Jenthe Biermans (BEL) | 87è              |
| 145              | Daniel McLay (GBR)    | 10è              |
| 146              | Luca Mozzato (ITA)    | 29è              |
| 147              | Clément Russo (FRA)   | DNF              |

| Team DSM DSM | Team DSM DSM               | Team DSM DSM |
| ------------ | -------------------------- | ------------ |
| Núm          | Ciclista                   | Pos          |
| 151          | John Degenkolb (GER)       | 12è          |
| 152          | Sean Flynn (GBR)           | DNF          |
| 153          | Pavel Bittner (CZE)        | DNF          |
| 154          | Tobias Lund Andresen (DEN) | DNF          |
| 155          | Nils Eekhoff (NED)         | DNF          |
| 156          | Casper van Uden (NED)      | DNF          |
| 157          | Kevin Vermaerke (USA)      | DNF          |

| Team Jayco AlUla JAY | Team Jayco AlUla JAY    | Team Jayco AlUla JAY |
| -------------------- | ----------------------- | -------------------- |
| Núm                  | Ciclista                | Pos                  |
| 161                  | Dylan Groenewegen (NED) | 44è                  |
| 162                  | Luka Mezgec (SLO)       | 86è                  |
| 163                  | Luke Durbridge (AUS)    | 62è                  |
| 164                  | Elmar Reinders (NED)    | 63è                  |
| 165                  | Campbell Stewart (NZL)  | DNF                  |
| 166                  | Zdeněk Štybar (CZE)     | 84è                  |
| 167                  | Kelland O'Brien (AUS)   | 89è                  |

| UAE Team Emirates UAD | UAE Team Emirates UAD      | UAE Team Emirates UAD |
| --------------------- | -------------------------- | --------------------- |
| Núm                   | Ciclista                   | Pos                   |
| 171                   | Tim Wellens (BEL)          | 61è                   |
| 172                   | Pascal Ackermann (GER)     | 11è                   |
| 173                   | Matteo Trentin (ITA)       | 21è                   |
| 174                   | Vegard Stake Laengen (NOR) | DNF                   |
| 175                   | Felix Groß (GER)           | DNF                   |
| 176                   | Rui Oliveira (POR)         | DNF                   |
| 177                   | Mikkel Bjerg (DEN)         | 6è                    |

| Lotto Dstny LTD | Lotto Dstny LTD          | Lotto Dstny LTD |
| --------------- | ------------------------ | --------------- |
| Núm             | Ciclista                 | Pos             |
| 181             | Arnaud De Lie (BEL)      | 42è             |
| 182             | Caleb Ewan (AUS)         | 66è             |
| 183             | Cedric Beullens (BEL)    | 71è             |
| 184             | Jasper De Buyst (BEL)    | 95è             |
| 185             | Frederik Frison (BEL)    | 4t              |
| 186             | Brent Van Moer (BEL)     | 22è             |
| 187             | Florian Vermeersch (BEL) | 17è             |

| Team Flanders-Baloise TFB | Team Flanders-Baloise TFB | Team Flanders-Baloise TFB |
| ------------------------- | ------------------------- | ------------------------- |
| Núm                       | Ciclista                  | Pos                       |
| 191                       | Ruben Apers (BEL)         | DNF                       |
| 193                       | Vito Braet (BEL)          | 50è                       |
| 194                       | Alex Colman (BEL)         | DNF                       |
| 195                       | Sander De Pestel (BEL)    | DNF                       |
| 196                       | Milan Fretin (BEL)        | DNF                       |
| 197                       | Jules Hesters (BEL)       | DNF                       |
| 198                       | Aaron Van Poucke (BEL)    | DNF                       |

| Bingoal WB BWB | Bingoal WB BWB                 | Bingoal WB BWB |
| -------------- | ------------------------------ | -------------- |
| Núm            | Ciclista                       | Pos            |
| 201            | Louis Blouwe (BEL)             | DNF            |
| 202            | Dorian de Maeght (BEL)         | DNF            |
| 203            | Ludovic Robeet (BEL)           | 88è            |
| 204            | Ceriel Desal (BEL)             | 70è            |
| 205            | Luca Van Boven (BEL)           | DNF            |
| 206            | Guillaume Van Keirsbulck (BEL) | 65è            |
| 207            | Julian Mertens (BEL)           | DNF            |

| Human Powered Health HPM | Human Powered Health HPM    | Human Powered Health HPM |
| ------------------------ | --------------------------- | ------------------------ |
| Núm                      | Ciclista                    | Pos                      |
| 211                      | Stephen Bassett (USA)       | DNF                      |
| 212                      | Adam de Vos (CAN)           | DNF                      |
| 213                      | Colin Joyce (USA)           | 80è                      |
| 214                      | Bart Lemmen (NED)           | DNF                      |
| 215                      | Benjamin Perry (CAN)        | NP                       |
| 216                      | Sebastian Schönberger (AUT) | DNF                      |
| 217                      | Gijs Van Hoecke (BEL)       | DNF                      |

| Israel-Premier Tech IPT | Israel-Premier Tech IPT | Israel-Premier Tech IPT |
| ----------------------- | ----------------------- | ----------------------- |
| Núm                     | Ciclista                | Pos                     |
| 221                     | Sep Vanmarcke (BEL)     | 3r                      |
| 222                     | Hugo Houle (CAN)        | NP                      |
| 223                     | Derek Gee (CAN)         | DNF                     |
| 224                     | Jens Reynders (BEL)     | 72è                     |
| 225                     | Tom Van Asbroeck (BEL)  | 41è                     |
| 226                     | Guy Sagiv (ISR)         | DNF                     |
| 227                     | Rick Zabel (GER)        | NP                      |

| Uno-X Pro Cycling Team UXT | Uno-X Pro Cycling Team UXT   | Uno-X Pro Cycling Team UXT |
| -------------------------- | ---------------------------- | -------------------------- |
| Núm                        | Ciclista                     | Pos                        |
| 231                        | Alexander Kristoff (NOR)     | 69è                        |
| 232                        | Louis Bendixen (DEN)         | DNF                        |
| 233                        | Martin Bugge Urianstad (NOR) | 55è                        |
| 234                        | Erik Nordsæter Resell (NOR)  | 56è                        |
| 235                        | Søren Wærenskjold (NOR)      | 25è                        |
| 236                        | William Blume Levy (DEN)     | DNF                        |
| 237                        | Rasmus Tiller (NOR) (ruta)   | 15è                        |

| TotalEnergies TEN | TotalEnergies TEN          | TotalEnergies TEN |
| ----------------- | -------------------------- | ----------------- |
| Núm               | Ciclista                   | Pos               |
| 241               | Peter Sagan (SVK) (ruta)   | 83è               |
| 242               | Edvald Boasson Hagen (NOR) | DNF               |
| 243               | Daniel Oss (ITA)           | DNF               |
| 244               | Sandy Dujardin (FRA)       | DNF               |
| 245               | Geoffrey Soupe (FRA)       | DNF               |
| 246               | Anthony Turgis (FRA)       | 32è               |
| 247               | Dries Van Gestel (BEL)     | 48è               |

| Intermarché-Circus-Wanty ICW | Intermarché-Circus-Wanty ICW | Intermarché-Circus-Wanty ICW |
| ---------------------------- | ---------------------------- | ---------------------------- |
| Núm                          | Ciclista                     | Pos                          |
| 1                            | Biniam Girmay (ERI)          | 97è                          |
| 2                            | Baptiste Planckaert (BEL)    | DNF                          |
| 3                            | Laurenz Rex (BEL)            | 45è                          |
| 4                            | Hugo Page (FRA)              | DNF                          |
| 5                            | Boy van Poppel (NED)         | DNF                          |
| 6                            | Mike Teunissen (NED)         | 91è                          |
| 7                            | Taco van der Hoorn (NED)     | DNF                          |

| Soudal Quick-Step SOQ | Soudal Quick-Step SOQ         | Soudal Quick-Step SOQ |
| --------------------- | ----------------------------- | --------------------- |
| Núm                   | Ciclista                      | Pos                   |
| 11                    | Tim Merlier (BEL) (ruta)      | 14è                   |
| 12                    | Yves Lampaert (BEL)           | 67è                   |
| 13                    | Kasper Asgreen (DEN)          | 93è                   |
| 14                    | Fabio Jakobsen (NED) (ruta)   | DNF                   |
| 15                    | Tim Declercq (BEL)            | DNF                   |
| 16                    | Florian Sénéchal (FRA) (ruta) | 27è                   |
| 17                    | Bert Van Lerberghe (BEL)      | 28è                   |

| Alpecin-Deceuninck ADC | Alpecin-Deceuninck ADC     | Alpecin-Deceuninck ADC |
| ---------------------- | -------------------------- | ---------------------- |
| Núm                    | Ciclista                   | Pos                    |
| 21                     | Jasper Philipsen (BEL)     | DNF                    |
| 22                     | Silvan Dillier (SUI)       | 90è                    |
| 23                     | Robbe Ghys (BEL)           | 96è                    |
| 24                     | Søren Kragh Andersen (DEN) | 68è                    |
| 25                     | Alexander Krieger (GER)    | 76è                    |
| 26                     | Maurice Ballerstedt (GER)  | DNF                    |
| 27                     | Gianni Vermeersch (BEL)    | 24è                    |

| Jumbo-Visma TJV | Jumbo-Visma TJV            | Jumbo-Visma TJV |
| --------------- | -------------------------- | --------------- |
| Núm             | Ciclista                   | Pos             |
| 31              | Wout van Aert (BEL)        | 2n              |
| 32              | Christophe Laporte (FRA)   | 1r              |
| 33              | Olav Kooij (NED)           | 8è              |
| 34              | Timo Roosen (NED)          | 81è             |
| 35              | Tim Van Dijke (NED)        | 77è             |
| 36              | Jos van Emden (NED)        | DNF             |
| 37              | Nathan Van Hooydonck (BEL) | 16è             |

| AG2R Citroën Team ACT | AG2R Citroën Team ACT   | AG2R Citroën Team ACT |
| --------------------- | ----------------------- | --------------------- |
| Núm                   | Ciclista                | Pos                   |
| 41                    | Greg Van Avermaet (BEL) | 85è                   |
| 42                    | Pierre Gautherat (FRA)  | 34è                   |
| 43                    | Lawrence Naesen (BEL)   | DNF                   |
| 44                    | Oliver Naesen (BEL)     | 18è                   |
| 45                    | Alan Retailleau (FRA)   | 40è                   |
| 46                    | Damien Touzé (FRA)      | DNF                   |
| 47                    | Stan Dewulf (BEL)       | 74è                   |

| Trek-Segafredo TFS | Trek-Segafredo TFS   | Trek-Segafredo TFS |
| ------------------ | -------------------- | ------------------ |
| Núm                | Ciclista             | Pos                |
| 51                 | Jasper Stuyven (BEL) | 36è                |
| 52                 | Toms Skujiņš (LAT)   | 51è                |
| 53                 | Daan Hoole (NED)     | 98è                |
| 54                 | Alex Kirsch (LUX)    | 26è                |
| 55                 | Mads Pedersen (DEN)  | 5è                 |
| 56                 | Otto Vergaerde (BEL) | NP                 |
| 57                 | Edward Theuns (BEL)  | 94è                |

| Astana Qazaqstan Team AST | Astana Qazaqstan Team AST     | Astana Qazaqstan Team AST |
| ------------------------- | ----------------------------- | ------------------------- |
| Núm                       | Ciclista                      | Pos                       |
| 61                        | Mark Cavendish (GBR) (ruta)   | NP                        |
| 62                        | Ievgueni Guiditx (KAZ) (ruta) | DNF                       |
| 63                        | Leonardo Basso (ITA)          | DNF                       |
| 64                        | Yevgeniy Fedorov (KAZ)        | 58è                       |
| 65                        | Dmitri Grúzdev (KAZ)          | 78è                       |
| 66                        | Davide Martinelli (ITA)       | DNF                       |
| 67                        | Gleb Syrica                   | 46è                       |

| Bahrain Victorious TBV | Bahrain Victorious TBV | Bahrain Victorious TBV |
| ---------------------- | ---------------------- | ---------------------- |
| Núm                    | Ciclista               | Pos                    |
| 71                     | Matej Mohorič (SLO)    | 43è                    |
| 72                     | Kamil Gradek (POL)     | DNF                    |
| 73                     | Jonathan Milan (ITA)   | DNF                    |
| 74                     | Nikias Arndt (GER)     | 19è                    |
| 75                     | Andrea Pasqualon (ITA) | 49è                    |
| 76                     | Filip Maciejuk (POL)   | DNF                    |
| 77                     | Fred Wright (GBR)      | 23è                    |

| Bora-Hansgrohe BOH | Bora-Hansgrohe BOH       | Bora-Hansgrohe BOH |
| ------------------ | ------------------------ | ------------------ |
| Núm                | Ciclista                 | Pos                |
| 81                 | Sam Bennett (IRL)        | DNF                |
| 82                 | Marco Haller (AUT)       | 39è                |
| 83                 | Shane Archbold (NZL)     | DNF                |
| 84                 | Jordi Meeus (BEL)        | DNF                |
| 85                 | Ryan Mullen (IRL)        | DNF                |
| 86                 | Nils Politt (GER) (ruta) | 20è                |
| 87                 | Danny van Poppel (NED)   | 9è                 |

| Cofidis COF | Cofidis COF            | Cofidis COF |
| ----------- | ---------------------- | ----------- |
| Núm         | Ciclista               | Pos         |
| 91          | Piet Allegaert (BEL)   | 35è         |
| 92          | Simone Consonni (ITA)  | DNF         |
| 93          | Wesley Kreder (NED)    | 73è         |
| 94          | Christophe Noppe (BEL) | 31è         |
| 95          | Max Walscheid (GER)    | 82è         |
| 96          | Alexis Renard (FRA)    | 7è          |
| 97          | Jelle Wallays (BEL)    | DNF         |

| EF Education-EasyPost EFE | EF Education-EasyPost EFE | EF Education-EasyPost EFE |
| ------------------------- | ------------------------- | ------------------------- |
| Núm                       | Ciclista                  | Pos                       |
| 101                       | Alberto Bettiol (ITA)     | DNF                       |
| 102                       | Stefan Bissegger (SUI)    | 64è                       |
| 103                       | Owain Doull (GBR)         | 57è                       |
| 104                       | Marijn van den Berg (NED) | 37è                       |
| 105                       | Jonas Rutsch (GER)        | 30è                       |
| 106                       | Thomas Scully (NZL)       | DNF                       |
| 107                       | Łukasz Wiśniowski (POL)   | DNF                       |

| Groupama-FDJ GFC | Groupama-FDJ GFC      | Groupama-FDJ GFC |
| ---------------- | --------------------- | ---------------- |
| Núm              | Ciclista              | Pos              |
| 111              | Arnaud Démare (FRA)   | 79è              |
| 112              | Lewis Askey (GBR)     | 59è              |
| 113              | Stefan Küng (SUI)     | 52è              |
| 114              | Olivier Le Gac (FRA)  | 54è              |
| 115              | Fabian Lienhard (SUI) | 33è              |
| 116              | Jake Stewart (GBR)    | DNF              |
| 117              | Samuel Watson (GBR)   | 47è              |

| Ineos Grenadiers IGD | Ineos Grenadiers IGD         | Ineos Grenadiers IGD |
| -------------------- | ---------------------------- | -------------------- |
| Núm                  | Ciclista                     | Pos                  |
| 121                  | Filippo Ganna (ITA)          | DNF                  |
| 122                  | Kim Heiduk (GER)             | 75è                  |
| 123                  | Michał Kwiatkowski (POL)     | DNF                  |
| 124                  | Jhonatan Narváez Prado (ECU) | 13è                  |
| 125                  | Magnus Sheffield (USA)       | 38è                  |
| 126                  | Connor Swift (GBR)           | DNF                  |
| 127                  | Ben Turner (GBR)             | 53è                  |

| Movistar Team MOV | Movistar Team MOV                 | Movistar Team MOV |
| ----------------- | --------------------------------- | ----------------- |
| Núm               | Ciclista                          | Pos               |
| 131               | Fernando Gaviria Rendón (COL)     | DNF               |
| 132               | Iván García Cortina (ESP)         | DNF               |
| 134               | Johan Jacobs (SUI)                | 60è               |
| 135               | Mathias Norsgaard Jørgensen (DEN) | DNF               |
| 136               | Lluís Mas Bonet (ESP)             | DNF               |
| 137               | Iván Romeo Abad (ESP)             | DNF               |

| Arkéa-Samsic ARK | Arkéa-Samsic ARK      | Arkéa-Samsic ARK |
| ---------------- | --------------------- | ---------------- |
| Núm              | Ciclista              | Pos              |
| 141              | Kévin Ledanois (FRA)  | DNF              |
| 142              | Andri Ponomar (UKR)   | NP               |
| 143              | David Dekker (NED)    | 92è              |
| 144              | Jenthe Biermans (BEL) | 87è              |
| 145              | Daniel McLay (GBR)    | 10è              |
| 146              | Luca Mozzato (ITA)    | 29è              |
| 147              | Clément Russo (FRA)   | DNF              |

| Team DSM DSM | Team DSM DSM               | Team DSM DSM |
| ------------ | -------------------------- | ------------ |
| Núm          | Ciclista                   | Pos          |
| 151          | John Degenkolb (GER)       | 12è          |
| 152          | Sean Flynn (GBR)           | DNF          |
| 153          | Pavel Bittner (CZE)        | DNF          |
| 154          | Tobias Lund Andresen (DEN) | DNF          |
| 155          | Nils Eekhoff (NED)         | DNF          |
| 156          | Casper van Uden (NED)      | DNF          |
| 157          | Kevin Vermaerke (USA)      | DNF          |

| Team Jayco AlUla JAY | Team Jayco AlUla JAY    | Team Jayco AlUla JAY |
| -------------------- | ----------------------- | -------------------- |
| Núm                  | Ciclista                | Pos                  |
| 161                  | Dylan Groenewegen (NED) | 44è                  |
| 162                  | Luka Mezgec (SLO)       | 86è                  |
| 163                  | Luke Durbridge (AUS)    | 62è                  |
| 164                  | Elmar Reinders (NED)    | 63è                  |
| 165                  | Campbell Stewart (NZL)  | DNF                  |
| 166                  | Zdeněk Štybar (CZE)     | 84è                  |
| 167                  | Kelland O'Brien (AUS)   | 89è                  |

| UAE Team Emirates UAD | UAE Team Emirates UAD      | UAE Team Emirates UAD |
| --------------------- | -------------------------- | --------------------- |
| Núm                   | Ciclista                   | Pos                   |
| 171                   | Tim Wellens (BEL)          | 61è                   |
| 172                   | Pascal Ackermann (GER)     | 11è                   |
| 173                   | Matteo Trentin (ITA)       | 21è                   |
| 174                   | Vegard Stake Laengen (NOR) | DNF                   |
| 175                   | Felix Groß (GER)           | DNF                   |
| 176                   | Rui Oliveira (POR)         | DNF                   |
| 177                   | Mikkel Bjerg (DEN)         | 6è                    |

| Lotto Dstny LTD | Lotto Dstny LTD          | Lotto Dstny LTD |
| --------------- | ------------------------ | --------------- |
| Núm             | Ciclista                 | Pos             |
| 181             | Arnaud De Lie (BEL)      | 42è             |
| 182             | Caleb Ewan (AUS)         | 66è             |
| 183             | Cedric Beullens (BEL)    | 71è             |
| 184             | Jasper De Buyst (BEL)    | 95è             |
| 185             | Frederik Frison (BEL)    | 4t              |
| 186             | Brent Van Moer (BEL)     | 22è             |
| 187             | Florian Vermeersch (BEL) | 17è             |

| Team Flanders-Baloise TFB | Team Flanders-Baloise TFB | Team Flanders-Baloise TFB |
| ------------------------- | ------------------------- | ------------------------- |
| Núm                       | Ciclista                  | Pos                       |
| 191                       | Ruben Apers (BEL)         | DNF                       |
| 193                       | Vito Braet (BEL)          | 50è                       |
| 194                       | Alex Colman (BEL)         | DNF                       |
| 195                       | Sander De Pestel (BEL)    | DNF                       |
| 196                       | Milan Fretin (BEL)        | DNF                       |
| 197                       | Jules Hesters (BEL)       | DNF                       |
| 198                       | Aaron Van Poucke (BEL)    | DNF                       |

| Bingoal WB BWB | Bingoal WB BWB                 | Bingoal WB BWB |
| -------------- | ------------------------------ | -------------- |
| Núm            | Ciclista                       | Pos            |
| 201            | Louis Blouwe (BEL)             | DNF            |
| 202            | Dorian de Maeght (BEL)         | DNF            |
| 203            | Ludovic Robeet (BEL)           | 88è            |
| 204            | Ceriel Desal (BEL)             | 70è            |
| 205            | Luca Van Boven (BEL)           | DNF            |
| 206            | Guillaume Van Keirsbulck (BEL) | 65è            |
| 207            | Julian Mertens (BEL)           | DNF            |

| Human Powered Health HPM | Human Powered Health HPM    | Human Powered Health HPM |
| ------------------------ | --------------------------- | ------------------------ |
| Núm                      | Ciclista                    | Pos                      |
| 211                      | Stephen Bassett (USA)       | DNF                      |
| 212                      | Adam de Vos (CAN)           | DNF                      |
| 213                      | Colin Joyce (USA)           | 80è                      |
| 214                      | Bart Lemmen (NED)           | DNF                      |
| 215                      | Benjamin Perry (CAN)        | NP                       |
| 216                      | Sebastian Schönberger (AUT) | DNF                      |
| 217                      | Gijs Van Hoecke (BEL)       | DNF                      |

| Israel-Premier Tech IPT | Israel-Premier Tech IPT | Israel-Premier Tech IPT |
| ----------------------- | ----------------------- | ----------------------- |
| Núm                     | Ciclista                | Pos                     |
| 221                     | Sep Vanmarcke (BEL)     | 3r                      |
| 222                     | Hugo Houle (CAN)        | NP                      |
| 223                     | Derek Gee (CAN)         | DNF                     |
| 224                     | Jens Reynders (BEL)     | 72è                     |
| 225                     | Tom Van Asbroeck (BEL)  | 41è                     |
| 226                     | Guy Sagiv (ISR)         | DNF                     |
| 227                     | Rick Zabel (GER)        | NP                      |

| Uno-X Pro Cycling Team UXT | Uno-X Pro Cycling Team UXT   | Uno-X Pro Cycling Team UXT |
| -------------------------- | ---------------------------- | -------------------------- |
| Núm                        | Ciclista                     | Pos                        |
| 231                        | Alexander Kristoff (NOR)     | 69è                        |
| 232                        | Louis Bendixen (DEN)         | DNF                        |
| 233                        | Martin Bugge Urianstad (NOR) | 55è                        |
| 234                        | Erik Nordsæter Resell (NOR)  | 56è                        |
| 235                        | Søren Wærenskjold (NOR)      | 25è                        |
| 236                        | William Blume Levy (DEN)     | DNF                        |
| 237                        | Rasmus Tiller (NOR) (ruta)   | 15è                        |

| TotalEnergies TEN | TotalEnergies TEN          | TotalEnergies TEN |
| ----------------- | -------------------------- | ----------------- |
| Núm               | Ciclista                   | Pos               |
| 241               | Peter Sagan (SVK) (ruta)   | 83è               |
| 242               | Edvald Boasson Hagen (NOR) | DNF               |
| 243               | Daniel Oss (ITA)           | DNF               |
| 244               | Sandy Dujardin (FRA)       | DNF               |
| 245               | Geoffrey Soupe (FRA)       | DNF               |
| 246               | Anthony Turgis (FRA)       | 32è               |
| 247               | Dries Van Gestel (BEL)     | 48è               |